# جوان باو فيردير
جوان باو فيردير (بالفرنسية: Joan-Pau Verdier)‏ (1947 - 2020)، هو مغني فرنسي ولد 1 فبراير 1947 في مدينة بيريغو، وتوفي يوم 21 يونيو 2020.